# Rhombophryne proportionalis
Rhombophryne proportionalis – gatunek płaza bezogonowego z rodziny wąskopyskowatych (Microhylidae), występujący endemicznie w masywie Tsaratanana na północnym Madagaskarze. Przedstawiciele tego gatunku mają ok. 11–12 mm długości i ze względu na mały rozmiar wyróżniają się od innych gatunków z rodzaju Rhombophryne. Jednocześnie Rhombophryne proportionalis charakteryzuje się proporcjonalną budową ciała bez zachowania cech młodocianych.